# 1 сентября
1 сентября — 244-й день года (245-й в високосные годы) по григорианскому календарю.
До конца года остаётся 121 день.
До 15 октября 1582 года — 1 сентября по юлианскому календарю, с 15 октября 1582 года — 1 сентября по григорианскому календарю.
В XX и XXI веках соответствует 19 августа по юлианскому календарю.

## Праздники и памятные дни
См. также: Категория:Праздники 1 сентября

### Национальные
- Армения,  Беларусь,  Казахстан,  Кыргызстан,  Латвия,  Литва,  Молдова,  Россия,  Туркменистан,  Украина,  Таджикистан — День знаний.
- Словакия — День Конституции.
- Узбекистан — День Независимости.

### Религиозные
Православие
- память мученика Андрея Стратилата и с ним 2593-х мучеников (284—305).
- память святителя Питирима, епископа Великопермского (1455);
- память мучеников Тимофея, Агапия и мученицы Фёклы (304—306)[4].
- память священноисповедника Николая Лебедева, пресвитера (1933).
- празднование в честь Донской иконы Божией Матери (установлено в память избавления Москвы от татар в 1591 году).

### Именины

#### Православные
Дата дана по новому стилю:
Мужские
- Агапий — мученик Агапий Кесарийский (Палестинский)[6] ;
- Андрей — мученик Андрей Стратилат;
- Каллистрат
- Николай — священномученик Николай (Лебедев)[7];
- Питирим — священномученик Питирим, епископ Великопермский, Устьвымский[8];
- Тимофей — мученик Тимофей Палестинский[9];
- Феофан — Феофан Новый, Афонский

Женские
- Фёкла — мученица Фёкла Газская[10].

## События
См. также: Категория:События 1 сентября

### До XIX века
- 5509 год до н. э. — начало Константинопольской эры от «сотворения мира».
- 1271 — Папой Римским избран Тебальдо Висконти, взявший имя Григория X.
- 1449 — феодал Эсэн-тайши, фактически правивший Монголией от имени Тайсун-хана, разгромил войска Минской империи в местности Туму, взяв в плен императора Чжу Цичжэня.
- 1482 — войска Крымского хана Менгли Гирея захватили и разрушили Киев.
- 1492 — с этого года постановлением Московского Собора начало года в Русском царстве перенесено с 1 марта на 1 сентября.
- 1581 — Ермак собрал отряд из 840 человек для завоевания Сибири.
- 1612 — первый день Московской битвы между войсками Второго народного ополчения и польско-литовской армией великого гетмана литовского Ходкевича.
- 1712 — миссионер Франсуа Ксавье д’Антреколь, находясь в Китае, отправил во Францию письмо, раскрывающее секрет изготовления китайского фарфора. Так Европа получила технологию производства фарфора.
- 1714 — в Санкт-Петербурге заработала созданная по распоряжению Петра I первая в России государственная публичная библиотека, ныне — Библиотека Российской академии наук.

### XIX век
- 1804 — Немецкий астроном Карл Хардинг открыл третий астероид Юнону.
- 1808 — в ходе русско-шведской войны произошло сражение при Куортане.
- 1827 — в России введён запрет принимать крестьян в высшие и средние учебные заведения.
- 1858
  - Первый трансатлантический телеграфный кабель вышел из строя после менее чем месячной эксплуатации[значимость факта?].
  - Пьеса «Не сошлись характерами!» была впервые поставлена в Петербурге, в Александрийском театре[значимость факта?].
- 1864
  - Произведён первый пульмановский спальный вагон.
  - Астроном Ричард Кэррингтон обнаруживает солнечные протуберанцы.
- 1867 — введены новые принципы военного судоустройства и судопроизводства, с этого дня ведёт свой отсчёт история Военной Прокуратуры.
- 1870 — французская армия разгромлена в сражении под Седаном, император Наполеон III взят в плен.
- 1875 — в Москве в торжественной обстановке при огромном скоплении народа, в присутствии императора Александра II прошла закладка здания Исторического музея.
- 1880 — сражение при Кандагаре, последнее сражение Второй англо-афганской войны.
- 1894 — Великий пожар в Хинкли, Миннесота.

### XX век
- 1902 — во Франции на экраны вышел первый в мире научно-фантастический фильм «Путешествие на Луну» режиссёра Жоржа Мельеса.
- 1906 — в Вильно вышла «Наша доля» — первая легальная газета на белорусском языке.
- 1910
  - В Сан-Паулу образован футбольный клуб «Коринтианс».
  - Под Москвой основана фабрика по производству граммофонных пластинок — будущий Апрелевский завод грампластинок[11].
- 1914 — в зоопарке Цинциннати умер последний странствующий голубь — самка по имени Марта[12].
- 1919 — открылась первая в мире Государственная киношкола, ныне известная как Всероссийский государственный институт кинематографии (ВГИК).
- 1920
  - Франция провозгласила создание государства Ливан со столицей в Бейруте.
  - Конец штурма Бухары, начало бухарской эмиграции.
- 1923 — Великое землетрясение Канто.
- 1924 — приказ Главнокомандующего Русской Армии барона Врангеля о реорганизации Армии в Русский Общевоинский Союз (РОВС).
- 1928 — Албания провозглашена королевством.
- 1932 — началась Перуано-колумбийская война
- 1938 — в «Правде» впервые опубликован лозунг «За Родину! За Сталина!».
- 1939
  - С Польской кампании Вермахта началась Вторая мировая война.
  - Опубликована первая статья о чёрных дырах.
- 1950 — Западный Берлин принял конституцию.
- 1951 — в Лондоне открылся первый в Европе супермаркет.
- 1953 — в Москве, на Ленинских горах, открыто высотное здание МГУ.
- 1962 — землетрясение в Иране, более 12 тысяч жертв.
- 1964
  - В Киеве открыт первый на Украине широкоформатный кинотеатр.
  - Впервые на телеэкране появилась передача «Спокойной ночи, малыши!».
- 1968 — землетрясение в Иране[англ.], более 2 тыс. жертв.
- 1969 — военный переворот в Ливии (Революция аль-Фатех), который привёл к власти Муаммара Каддафи.
- 1971 — Катар провозгласил себя независимым государством.
- 1972 — Роберт Фишер стал чемпионом мира по шахматам.
- 1973 — террорист подорвал взрывное устройство в Мавзолее Ленина. Саркофаг не пострадал, террорист и двое посетителей погибли.
- 1977 — утверждён новый текст гимна СССР, в котором были заменены слова о Сталине.
- 1983 — ВВС СССР близ Сахалина сбили южнокорейский Боинг-747, погибло 269 человек.
- 1985 — американско-французская экспедиция на глубине 3750 м обнаружила обломки затонувшего в 1912 году лайнера «Титаник».
- 1995 — в Ташкенте начались первые Центральноазиатские игры.
- 1997 — обнаруживаются неизвестные ранее субатомные частицы — «экзотические мезоны».

### XXI век
- 2001 — на Украине вступил в силу новый Уголовный кодекс, в котором высшая мера наказания заменена пожизненным заключением.
- 2004 — захват школы в Беслане (Северная Осетия).
- 2006 — катастрофа Ту-154 в Мешхеде (Иран). Погибли 28 человек.
- 2008 — крупнейшая эвакуация в истории США: Луизиана, ураган Густав.
- 2012 — в России вступил в силу закон «О защите детей от информации, причиняющей вред их здоровью и развитию».

## Родились
См. также: Категория:Родившиеся 1 сентября

### До XIX века
- 1651 — Наталья Нарышкина (ум. 1694), русская царица, вторая жена царя Алексея Михайловича, мать Петра I.

### XIX век
- 1823 — Александр Шпаковский (ум. 1881), русский электротехник, изобретатель в области фотографии, электрического освещения и теплотехники.
- 1832 — Александр Поль (ум. 1890), русский титулярный советник, археолог.
- 1848 — Огюст Анри Форель (ум. 1931), швейцарский невропатолог, психиатр, энтомолог и общественный деятель.
- 1851 — Карл Кельнер (ум. 1905), австрийский химик и оккультист.
- 1854 — Энгельберт Гумпердинк (ум. 1921), немецкий композитор и дирижёр.
- 1855 — Иннокентий Анненский (ум. 1909), русский поэт, драматург, критик, переводчик.
- 1875 — Эдгар Берроуз (ум. 1950), американский писатель, автор романов о Тарзане.
- 1877 — Френсис Астон (ум. 1945), английский физик, химик, лауреат Нобелевской премии по химии (1922).
- 1885 — Герман Грапов (ум. 1967), немецкий египтолог.
- 1886 — Тарсила ду Амарал (ум. 1973), бразильская художница.
- 1887 — Блез Сандрар (ум. 1961), швейцарский и французский писатель.
- 1896
  - Бхактиведанта Свами Прабхупада (ум. 1977), индийский религиозный деятель и писатель, основатель «Общества сознания Кришны».
  - Андре Юнебель (ум. 1985), французский кинорежиссёр.
- 1898 — Мэрилин Миллер (ум. 1936), американская танцовщица и актриса.
- 1900
  - Казимеж Вилкомирский (ум. 1995), польский композитор, дирижёр, виолончелист.
  - Хосе Педро Сеа (ум. 1970), уругвайский футболист, двукратный олимпийский чемпион (1924, 1928), чемпион мира (1930).

### XX век
- 1901 — (по обновлённым данным) Андрей Власов (казнён в 1946), советский военачальник, участник битвы за Москву, в плену — сотрудник нацистской Германии, глава Русской освободительной армии (РОА).
- 1905 — Тамара Абакелия (ум. 1953), грузинская советская художница, скульптор.
- 1906 — Хоакин Балагер (ум. 2002), президент Доминиканской Республики (1960—1962, 1966—1978, 1986—1996).
- 1918 — Генрих Оганесян (ум. 1964), советский кинорежиссёр («Три плюс два», «Приключения Кроша» и др.), сценарист, актёр.
- 1922 — Витторио Гассман (ум. 2000), итальянский актёр и режиссёр театра и кино.
- 1923 — Рокки Марчиано (погиб в 1969), американский боксёр-профессионал, не проигравший ни одного боя, чемпион мира в тяжёлом весе в 1952—1956 гг.
- 1925 — Рой Глаубер (ум. 2018), американский физик, лауреат Нобелевской премии по физике (2005).
- 1927 — Вадим Туманов (ум. 2024), советский и российский предприниматель, золотопромышленник, мемуарист.
- 1929
  - Геннадий Калиновский (ум. 2006), советский и российский художник, книжный иллюстратор.
  - Квета Фиалова (ум. 2017), чешская актриса театра и кино.
  - Иван Фролов (ум. 1999), советский и российский философ, академик, создатель и директор Института человека РАН.
- 1932 — Игорь Ефимов (ум. 2000), актёр кино и озвучивания, заслуженный артист РСФСР.
- 1934 — Михаил Лапшин (ум. 2006), российский политик, создатель Аграрной партии России, депутат Госдумы.
- 1936 — Валерий Легасов (ум. 1988), советский химик, академик, член комиссии по ликвидации последствий аварии на Чернобыльской АЭС.
- 1945 — Мустафа Балел, турецкий писатель, драматург, переводчик.
- 1946
  - Барри Гибб, британский певец, композитор и продюсер, один из основателей группы «Bee Gees».
  - Эрих Шерер, швейцарский бобслеист, олимпийский чемпион.
- 1950
  - Вагит Алекперов, российский предприниматель.
  - Михаил Фрадков, российский государственный деятель, в 2004—2007 годах Председатель Правительства РФ.
- 1956 — Надежда Чепрага, советская и молдавская эстрадная певица.
- 1957 — Глория Эстефан, американская певица кубинского происхождения.
- 1958 — Сергей Гармаш, актёр театра, кино и дубляжа, сценарист, продюсер, народный артист России.
- 1962 — Рууд Гуллит, голландский футболист, чемпион Европы (1988).
- 1966 — Тим Хардуэй, американский баскетболист, олимпийский чемпион (2000).
- 1971 — Геннадий Бачинский (погиб в 2008), российский радио- и телеведущий.
- 1973 — Сергей Бобунец, советский и российский рок-музыкант, поэт, продюсер, бывший лидер группы «Смысловые галлюцинации».
- 1974 — Ренарс Кауперс, лидер и вокалист латвийской рок-группы «Brainstorm».
- 1980 — Лара Пулвер, английская театральная и телевизионная актриса.
- 1983 — Дарья Мороз, актриса театра и кино, заслуженная артистка России.
- 1986 — Гаэль Монфис, французский теннисист, экс-шестая ракетка мира.
- 1988 — Максим Локтионов, российский актёр театра и кино, театральный режиссёр, радиоведущий.
- 1989
  - братья Билл и Том Каулитц, участники немецкой группы Tokio Hotel.
  - Густав Нюквист, шведский хоккеист, чемпион мира (2018).
- 1991 — Вера Панфилова-Кинчева, актриса, телеведущая.
- 1992 — Эмилиано Мартинес, аргентинский футболист, вратарь.
- 1993 — Илона Митреси, французская поп-певица.
- 1995 — Натан Маккиннон, канадский хоккеист, чемпион мира (2015), обладатель Кубка Стэнли (2022).
- 1996 — Зендея, американская актриса, певица, танцовщица и модель.
- 1997 — Чон Джонгук, южнокорейский певец, автор песен, продюсер, участник группы BTS.

## Скончались
См. также: Категория:Умершие 1 сентября

### До XIX века
- 870 — Имам аль-Бухари (р. 810), арабский проповедник, составитель наиболее известных сборников мусульманских преданий (хадисов).
- 1557 — Жак Картье (р. 1491), французский мореплаватель, положивший начало французской колонизации Северной Америки.
- 1648 — Марен Мерсенн (р. 1588), французский математик, физик, философ, богослов, теоретик музыки.
- 1678 — Ян Брейгель Младший (р. 1601), нидерландский (фламандский) художник, внук Питера Брейгеля.
- 1715
  - Франсуа Жирардон (р. 1628), французский скульптор.
  - Людовик XIV (р. 1638), король Франции (1643—1715).
- 1723 — Дмитрий Кантемир (р. 1673), молдавский и российский государственный деятель и учёный.
- 1729 — Ричард Стил (р. 1672), английский писатель, журналист.
- 1764 — Себастьяно Конка (р. 1680), итальянский художник эпохи позднего барокко.

### XIX век
- 1804 — Луи-Виктор Савиоли (р. 1729), итальянский поэт.
- 1830 — Василий Пушкин (р. 1770), русский поэт, дядя А. С. Пушкина.
- 1836 — Соломон Додашвили (р. 1805), грузинский просветитель, писатель и общественный деятель.
- 1876 — Теодор Николя Гобли (р. 1811), французский химик, первым получивший лецитин.
- 1885 — Эмиль Эггер (р. 1813), французский филолог и историк.

### XX век
- 1906 — Джузеппе Джакоза (р. 1847), итальянский поэт, драматург и беллетрист.
- 1910 — Александр Зайцев (р. 1841), русский химик-органик, ученик Бутлерова.
- 1924 — Джозеф Генри Блэкберн (р. 1841), английский шахматист, один из сильнейших в мире в конце XIX века.
- 1938 — расстрелян Николай Брюханов (р. 1878), советский государственный деятель.
- 1953 — Жак Тибо (р. 1880), французский скрипач-виртуоз.
- 1962 — Флоренс Ли (р. 1888), американская актриса немого кино.
- 1970 — Франсуа Мориак (р. 1885), французский писатель, лауреат Нобелевской премии (1952).
- 1981 — Альберт Шпеер (р. 1905), архитектор, один из главных преступников нацистской Германии.
- 1982
  - Владислав Гомулка (р. 1905), генеральный секретарь ЦК Польской рабочей партии (1943—1948).
  - Хаскелл Карри (р. 1900), американский математик и логик.
  - Владимир Соболев (р. 1908), советский геолог, академик АН СССР, Герой Социалистического Труда.
- 1988
  - Луис Альварес (р. 1911), американский физик-экспериментатор, лауреат Нобелевской премии (1968).
  - Александр Апситис (р. 1907), латвийский радиотехник, основатель и директор завода Radiotehnika RRR.
- 1989
  - Евгений Велтистов (р. 1934), советский детский писатель, фантаст, журналист, сценарист.
  - Казимеж Дейна (р. 1947), польский футболист.
- 1990 — Афанасий Белобородов (р. 1903), советский военачальник, генерал армии, дважды Герой Советского Союза.
- 1992 — Иван Трегубов (р. 1930), советский хоккеист, олимпийский чемпион (1956).

### XXI век
- 2001 — Будимир Метальников (р. 1925), советский и российский сценарист и кинорежиссёр.
- 2012 — Дмитрий Плавинский (р. 1937), российский художник-нонконформист.
- 2013 — Игорь Крупеников (р. 1912), советский и молдавский почвовед, географ, геоботаник, исследователь чернозёмов.
- 2014 — Готфрид Йон (р. 1942), немецкий актёр.
- 2020
  - Борис Клюев (р. 1944), актёр театра и кино, народный артист России.
  - Ирина Печерникова (р. 1945), актриса театра и кино, заслуженная артистка РСФСР.
  - Эрик Морилло (р. 1971), американо-колумбийский диджей, продюсер и музыкант.
  - Владислав Крапивин (р. 1938), советский и российский детский писатель.
  - Милош Ржига (р. 1958), чехословацкий хоккеист и чешский тренер по хоккею с шайбой.

## Приметы
- День Андрея Стратилата и Фёклы.
- На Фёклу копай свёклу.
- Южный ветер обещает хороший урожай овса.
- Стратилатов день приспел — овёс поспел[13].
- Стратилат-тепляк, — под этим подразумевают тёплый ветер, обыкновенно в этот день дующий.
- Тепляк держится, ушедшему лету вослед кланяется.
- Батюшка юг напустил ветер на овёс.